# Polvo rojo
Polvo rojo és una pel·lícula cubana del 1981 produïda per l'ICAIC i dirigida per Jesús Díaz Rodríguez.

## Argument
Els conflictes individuals i la lluita de classes durant els primers anys del triomf de la Revolució cubana, en un poble miner de Moa, s la zona oriental de Cuba, quan una gran planta productora de níquel queda inactiva. Un enginyer aconsegueix posar-la en marxa quan la Revolució nacionalitza la planta i molts dels tècnics cubans que treballaven amb els estatunidencs abandonen el país.

## Repartiment
- Adolfo Llauradó
- René de la Cruz
- José Antonio Rodríguez
- Cristina Obín
- Tito Junco
- Luis Alberto Ramírez
- Carlos Moctezuma

## Premis
- 4t Festival Internacional del Nou Cinema Llatinoamericà de l'Havana de 1982 va rebre el Premi Coral a la millor actuació masculina i tercer premi coral.
- Al 23è Festival Internacional de Cinema de Karlovy Vary de 1982 va rebre el premi de la redacció Rude Pravo i el de la Unió d'Artistes Dramàtics Txecoslovacs.[3]

## Crítica
| «                                             | En correspondència amb la naturalesa testimonial del seu contingut, Polvo rojo es caracteritza per un estil cinematogràfic realista, en el qual el tractament dramàtic del material narratiu està marcat per l'objectivitat i la sobrietat. La utilització bàsicament descriptiva de les fotografia i el muntatge, la concepció de la posada, el to requerit en les actuacions, defineixen, entre altres rasos, aquest estil, que ha estat plasmat amb un nivell de realització eficient, no obstant això les nostres consideracions que encara no quallen completament en ell totes les possibilitats expressives del realitzador, i en particular, la força emotiva i l'alè líric del seu millor documentalista. | » |
| — Carlos Galiano a Granma, 27 de març de 1982 | |   |